# Warwick William Wroth
Warwick William Wroth, F.S.A. (Clerkenwell, 24 agosto 1858 – Londra, 26 settembre 1911), è stato un numismatico britannico.
Membro della Society of Antiquaries of London, fu assistente conservatore senior al dipartimento Coins and Medals del British Museum.

## Biografia
Wroth era il figlio maggiore del Rev. Warwick Reed Wroth, vicario a St. Philip's Clerkenwell. Era un uomo di vari talenti e fu uno dei contributori originali al Dictionary of National Biography, con cui collaborò quasi fino alla fine del suo completamento. Per il dizionario scrisse molte biografie, comprese quelle di diversi numismatici, da John Yonge Akerman a Thomas Snelling, di incisori di monete e di personaggi dell'antichità.
I suoi principali contributi alla letteratura numismatica del British Museum comprendono un Catalogue of the Greek Coins, apparso il 1903, e il  Imperial Byzantine Coins, apparso tre anni più tardi.
Suo anche il Catalogue of the coins of the Vandals, Ostrogoths and Lombards, and of the empires of Thessalonica, Nicaea and Trebizond, uscito a Londra l'anno della sua morte.
Era anche noto al grande pubblico per un lavoro da studioso su London Pleasure Gardens, pubblicato da Macmillan nel 1896, per la cui compilazione fu aiutato dal fratello Arthur Edgar Wroth. Wroth aveva fatto di questo argomento una sua specialità per molti anni raccogliendo una quantità considerevole di curiosità.